# Castello (armi)

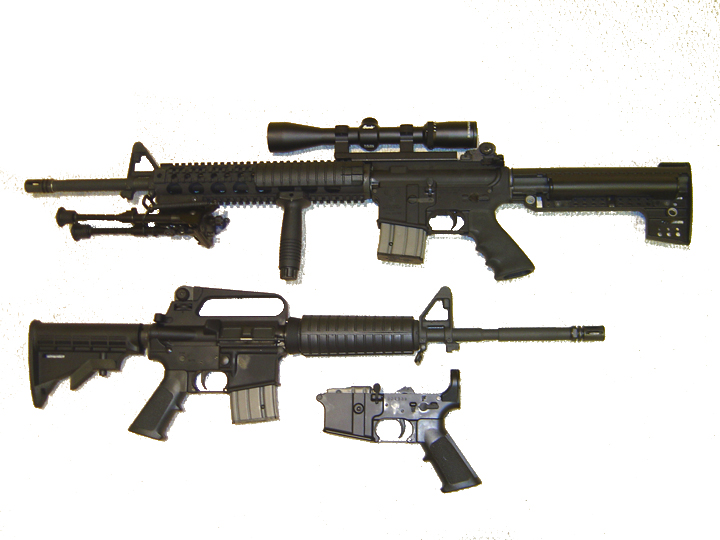
Fucili AR-15 con due configurazioni diverse per il castello superiore, il castello inferiore è mostrato in basso

Il castello, in un'arma da fuoco, è quella componente che contiene le parti operative.
Di solito è posto sopra l'impugnatura ed il caricatore, tra la culatta e il calcio, e può essere fatto di acciaio stampato o alluminio. Oggi sono a volte fatti di polimeri o con la sinterizzazione di polveri metalliche.
Nelle pistole il castello include l'impugnatura (chiamata anche calcio); nelle pistole semiautomatiche è posto sotto il carrello, nei revolver intorno al tamburo.
Agli effetti legali il castello è parte indispensabile di arma da fuoco, quindi il suo possesso va denunciato alle autorità, anche se non fa parte di un'arma da fuoco completa.

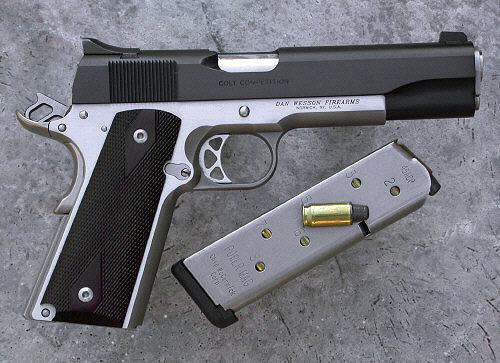
Una Colt M1911 DW Patriot bicolore, con carrello nero e castello nichelato